# Народна воля (1909 – 1910)
Вижте пояснителната страница за други значения на Народна воля.
„Народна воля“ е български седмичен вестник, орган на Народната федеративна партия (българска секция), излизал от началото на 1909 до юни 1910 година в Солун, Османската империя.

## История
Печата се в Солун от Йордан П. Ярцев. Редактори са му Ангел Томов и Димитър Влахов. Вестникът защитава вижданията на лявото крило на Вътрешната македоно-одринска революционна организация.
| Годишнина | Броеве | Дата                           |
| --------- | ------ | ------------------------------ |
| I         | 1 – 33 | 17 януари 1909 – 1 август 1909 |
| II        | 1 – 41 | 22 август 1909 – 5 юни 1910    |

Вестникът се появява след сливането на вестниците „Конституционна заря“, издаван от Яне Сандански, и „Единство“ на Христо Чернопеев през януари 1909 година по общото съгласие на двете редакции и на Централната група на Народната партия в Солун. Излиза всяка събота. В I 13 - 18 излиза три пъти седмично. Редактор е Ангел Томов, а от II 6 - отговорник и редактор е Димитър Влахов.
Вестникът подкрепя Младотурската революция от 1908 година и конституционния ред, установен в страната, ратува за „свободна, възродена и модернизираща се Турция“. Подготвя създаването на НФП, чиято българска секция е учредена на 3 август 1909 година. В програмната статия в брой 1 пише:
| „ | „Единство“ и „Конституционна заря“ имаха временни задачи, главната от които беше да съдействува за ориентирането на обществено-политическата мисъл на българина в Империята след ненадейно настъпилите вътрешни промени... В средата на българския елемент в Империята се извършва организирането на демократическите сили. От една страна, имаше бързото изникване на Българската народна федеративна партия, от друга – наченките на Работническата партия... Като орган на БНФП „Народна воля“ застава върху почвата на интересите главно на оная част от българското население, което съставлява подавляющото негово болшинство и най-главния елемент в тази партия – лишените от държавни грижи дребни собственици, безимотните или малоимотните чифлигари, дребни стопани, занаятчии и търговци. Тия слоеве са, чиито интереси днес са интересите на българската националност в Империята... Ние издигаме ония общи искания, около които ще се групира в скоро време грамадното мнозинство от българския народ в Империята. | “ |

Вестникът настоява на принципа на народовластието, което трябва да бъде установено чрез всеобщо, пряко и тайно гласуване, свобода на печата, на сдруженията, на събранията и митингите. Иска образование на майчен език и общинско самоуправление, тоест за него националният въпрос е въпрос на демократизиране и федерализиране. Националното обединение на българите може да се постигне само в демократична Балканска федерация, включваща Турция.
| „ | Против обединението на нациите нищо не може да се възрази. То е едно естествено стремление... И нашата партия стои решително на идеята за националното обединение на разпокъсаните балкански нации. Стоейки на тези позиции, ние сме и за обединението на българската нация... тежък удар на българското единство, за което ние милеем, борили сме се сега и ще се борим за в бъдеще. Как бихме могли да присъединим Македония към България, когато в нашето отечество не сме само ние българите?... Обединението на българите ... може да се постигне само като част от общото обединение на балканските държави и Турция. | “ |

Съобразно с тази политическа линия вестникът се обявява срещу провъзгласената в 1908 година независимост на България. Самата НФП (българска секция) се разглежда като част от бъдеща общоосманска политическа организация. От есента на 1909 година обаче вестникът престава да пропагандира тази кауза поради очевидната ѝ несъстоятелност.
Като предимно социално се представя и революционното движение на българите в Македония и Одринска Тракия:
| „ | Българското население в Македония и Одринско... поставено в невъзможни условия на съществуване и развитие, трябваше да организира и да поведе борба на живот или смърт. В тази мъчителна и неравна борба българският народ в Македония прояви рядка издръжливост... Той даде неизброима плеяда от скромни работници, пропити със светъл идеализъм... Този между тях който най-добре въплощаваше в себе си народните тежнения... – бе Гоце Делчев. | “ |

Вестникът настоява за социални придобивки на населението и критикува „обществено-политическия живот“ в Европейска Турция. Дава трибуна на множеството петиции на българите чифлигари от Македония към депутатите в Османския парламент за отчуждаване на чифлиците и раздаването им на чифлигарското население.
В 1909 година широко отразява Контрапреврата на Абдул Хамид II и участието на отрядите на ВМОРО в Похода към Цариград за потушаването му, като публикува и допълнителни три притурки. Протестира против Обезоръжителната акция на младотурците в 1910 година и съпровождащия я терор против българското население.
Основен опонент на вестника е органа на Съюза на българските конституционни клубове „Отечество“ (1909). Също така вестникът критикува политиката на Българската екзархия и полемизира с органа  и „Вести“. Следи вътрешните противоречия в НФП (българска секция) и разцеплението ѝ в 1910 година. През януари 1910 година започва да настоява за изключване на Христо Чернопеев, който става нелегален, а по-късно и на Яне Сандански и санданистите от партията.